# Geron semifuscus
Geron semifuscus är en tvåvingeart som beskrevs av Seguy 1933. Geron semifuscus ingår i släktet Geron och familjen svävflugor. Inga underarter finns listade i Catalogue of Life.